# Gymnocalycium schickendantzii
Gymnocalycium schickendantzii ist eine Pflanzenart in der Gattung Gymnocalycium aus der Familie der Kakteengewächse (Cactaceae). Das Artepitheton schickendantzii ehrt den deutschen Chemiker Friedrich Schickendantz (1837–1896).

## Beschreibung
Gymnocalycium schickendantzii wächst einzeln mit dunkel olivgrünen bis bräunlich grünen, kugelförmigen bis kurz zylindrischen Trieben und erreicht Durchmesser von bis zu 10 Zentimeter (selten bis 14 Zentimeter). Die sieben bis 14 (selten bis 18) Rippen sind deutlich in Höcker gegliedert. Manchmal ist ein Mitteldorn vorhanden. Die sechs bis sieben etwas abgeflachten, seitwärts oder abwärts gebogenen Randdornen sind rötlich grau bis gelblich braun und bis zu 3 Zentimeter lang.
Die weißen bis rosafarbenen oder schmutzig gelblich grünen Blüten erreichen eine Länge von bis zu 5 Zentimeter und einen Durchmesser von bis zu 3 Zentimeter. Die eiförmigen bis schlank keulenförmigen Früchte sind grün bis schieferblau.

## Verbreitung, Systematik und Gefährdung
Gymnocalycium schickendantzii ist im Nordwesten Argentiniens im Tiefland unter Büschen im Halbschatten in Höhenlagen von 100 bis 1200 Metern verbreitet.
Die Erstbeschreibung als Echinocactus schickendantzii erfolgte 1896 durch Frédéric Albert Constantin Weber. Nathaniel Lord Britton und Joseph Nelson Rose stellten die Art 1922 in die Gattung Gymnocalycium.
Es werden folgende Unterarten unterschieden:
- Gymnocalycium schickendantzii subsp. schickendantzii
- Gymnocalycium schickendantzii subsp. delaetii (K.Schum.) G.J.Charles

In der Roten Liste gefährdeter Arten der IUCN wird die Art als „Least Concern (LC)“, d. h. als nicht gefährdet geführt.

## Nachweise